# Nuoto ai Giochi della XXV Olimpiade - 100 metri rana maschili
Hanno partecipato alle batterie di qualificazione 59 atleti: i primi 8 si sono qualificati per la finale A, i successivi 8 invece si sono qualificati per la finale B.

## Finale A
26 luglio 1992
| Posizione | Atleta           | Paese             | Tempo      |
| --------- | ---------------- | ----------------- | ---------- |
|           | Nelson Diebel    | Stati Uniti       | 1:01.50 RO |
|           | Norbert Rózsa    | Ungheria          | 1:01.68    |
|           | Philip Rogers    | Australia         | 1:01.76    |
| 4         | Akira Ayashi     | Giappone          | 1:01.86    |
| 5         | Vasili Ivanov    | Squadra Unificata | 1:01.87    |
| 6         | Dmitrij Volkov   | Squadra Unificata | 1:02.07    |
| 7         | Nick Gilingham   | Regno Unito       | 1:02.32    |
| 8         | Adrian Moorhouse | Regno Unito       | 1:02.33    |

## Finale B
| Posizione | Atleta              | Paese       | Tempo   |
| --------- | ------------------- | ----------- | ------- |
| 9         | Károly Güttler      | Ungheria    | 1:01.84 |
| 10        | Stephane Vossart    | Francia     | 1:02.39 |
| 11        | Hans Dersch         | Stati Uniti | 1:02.39 |
| 12        | Gianni Minervini    | Italia      | 1.02.39 |
| 13        | Mark Warnecke       | Germania    | 1:02.73 |
| 14        | Yasuhiro Vandewalle | Belgio      | 2:02.45 |
| 15        | Jon Cleveland       | Canada      | 1:02.73 |
| 16        | Todd Torres         | Porto Rico  | 1:03.21 |

## Batterie di qualificazione
- Q = Qualificati per la finale A
- q = qualificati per la finale B

| Posizione | Atleta                  | Paese               | Tempo     |
| --------- | ----------------------- | ------------------- | --------- |
| 1         | Dmitrij Volkov          | Squadra Unificata   | 1:01.74 Q |
| 2         | Akira Hayashi           | Giappone            | 1:01.76 Q |
| 3         | Nelson Diebel           | Stati Uniti         | 1:01.80 Q |
| 4         | Nick Gilingham          | Regno Unito         | 1:01.81 Q |
| 5         | Vasili Ivanov           | Squadra Unificata   | 1:01.91 Q |
| 6         | Adrian Moorhouse        | Regno Unito         | 1:02.09 Q |
| 7         | Philip Rogers           | Australia           | 1:02.10 Q |
| 8         | Norbert Rózsa           | Ungheria            | 1:02.25 Q |
| 9         | Károly Güttler          | Ungheria            | 1:02.28 q |
| 10        | Mark Warnecke           | Germania            | 1:02.48 q |
| 11        | Todd Torres             | Porto Rico          | 1:02.72 q |
| 12        | Jon Cleveland           | Canada              | 1:02.73 q |
| 13        | Stephane Vossart        | Francia             | 1:02.81 q |
| 14        | Chen Jianhong           | Cina                | 1:03.08 q |
| 15        | Hans Dersch             | Germania            | 1:03.14 q |
| 16        | Gianni Minervini        | Italia              | 1:03.23 q |
| 17        | Andrea Cecchi           | Italia              | 1:03.28   |
| 18        | Kenji Watanabe          | Giappone            | 1:03.29   |
| 19        | Marco Pachel            | Estonia             | 1:03.40   |
| 20        | Javier Careaga          | Messico             | 1:03.45   |
| 21        | Ramon Camallenga        | Spagna              | 1:03.48   |
| 22        | Mario González          | Cuba                | 1:03.53   |
| 23        | Sergio López            | Spagna              | 1:03.69   |
| 24        | Petri Suominem          | Finlandia           | 1:03.75   |
| 25        | Curtis Myden            | Canada              | 1:03.80   |
| 26        | Christian Poswat        | Germania            | 1:03.85   |
| 27        | Kenneth Cawood          | Sudafrica           | 1:04.02   |
| 28        | Shane Lewis             | Australia           | 1:04.17   |
| 29        | Andrew Rutherfurd       | Hong Kong           | 1:04.23   |
| 30        | Joseph Buhain           | Filippine           | 1:04.28   |
| 31        | Christophe Bourdon      | Francia             | 1:04.43   |
| 32        | Raidek Beinhauer        | Cecoslovacchia      | 1:04.88   |
| 33        | Christopher Flook       | Bermuda             | 1:04.93   |
| 34        | Frank DeBurghgraeve     | Belgio              | 1:05.10   |
| 35        | Lee Concepcion          | Filippine           | 1:05.16   |
| 36        | Nerijus Beiga           | Lituania            | 1:05.17   |
| 37        | Borge Mork              | Norvegia            | 1:05.47   |
| 38        | Gary O'Toole            | Irlanda             | 1:05.48   |
| 39        | Alexandre Yokochi       | Portogallo          | 1:05.61   |
| 40        | Gustavo Gorriaran       | Uruguay             | 1:05.79   |
| 41        | Ricardo Torres          | Panama              | 1:06.05   |
| 42        | C. Panayides            | Cipro               | 1:06.19   |
| 43        | Joerg Lindermeer        | Namibia             | 1:06.34   |
| 44        | Jla Han Chi             | Hong Kong           | 1:06.81   |
| 45        | Bernard Desmarais       | Mauritius           | 1:07.75   |
| 46        | Abderzak Bella          | Algeria             | 1:07.88   |
| 47        | Christophe Verdino      | Monaco              | 1:07.90   |
| 48        | Lars Sørensen           | Danimarca           | 1:07.94   |
| 49        | Roberto Bonilla         | Guatemala           | 1:08.27   |
| 50        | Danilo Zavoli           | San Marino          | 1:09.65   |
| 51        | Glen Diaz               | Guam                | 1:10.32   |
| 52        | Obaid Al Rumaithi       | Emirati Arabi Uniti | 1:12.77   |
| 53        | Ayman Al-Enaizi         | Kuwait              | 1:13.49   |
| 54        | Foy Chung               | Figi                | 1:13.51   |
| 55        | Sergio Fatifine         | Mozambico           | 1:13.76   |
| 56        | Frank Leskaj            | Albania             | 1:14.28   |
| 57        | Mohammed Abid           | Emirati Arabi Uniti | 1:15.12   |
| 58        | Kenny Roberts           | Seychelles          | 1:16.52   |
|           | Pablo Minelli           | Argentina           | SQ        |
|           | Mohamed Mukhesur Rahman | Bangladesh          | DNS       |
|           | Mouhamed Diop           | Senegal             | DNS       |